# Neenah
Neenah és una població dels Estats Units a l'estat de Wisconsin. Segons el cens del 2000 tenia 24.507 habitants.

## Demografia
Segons el cens del 2000, Neenah tenia 24.507 habitants, 9.834 habitatges, i 6.578 famílies. La densitat de població era de 1.146,9 habitants per km².
Dels 9.834 habitatges en un 0% hi vivien nens de menys de 18 anys, en un 53,8% hi vivien parelles casades, en un 9,8% dones solteres, i en un 33,1% no eren unitats familiars. En el 27,5% dels habitatges hi vivien persones soles el 10,1% de les quals corresponia a persones de 65 anys o més que vivien soles. El nombre mitjà de persones vivint en cada habitatge era de 2,47 i el nombre mitjà de persones que vivien en cada família era de 3,03.
Per edats la població es repartia de la següent manera: un 27,5% tenia menys de 18 anys, un 7,6% entre 18 i 24, un 32% entre 25 i 44, un 20,3% de 45 a 60 i un 12,5% 65 anys o més.
L'edat mediana era de 35 anys. Per cada 100 dones de 18 o més anys hi havia 91,8 homes.
La renda mediana per habitatge era de 45.773 $ i la renda mediana per família de 55.329 $. Els homes tenien una renda mediana de 39.140 $ mentre que les dones 25.666 $. La renda per capita de la població era de 24.280 $. Aproximadament el 3,3% de les famílies i el 5,4% de la població estaven per davall del llindar de pobresa.

## Poblacions més properes
El següent diagrama mostra les poblacions més properes.